# 贝伦贝格
贝伦贝格是德国巴伐利亚州的一个市镇。总面积5.13平方公里，总人口4604人，其中男性2272人，女性2332人（2011年12月31日），人口密度897人/平方公里。